# Ngawenombo
Ngawenombo is een bestuurslaag in het regentschap Blora van de provincie Midden-Java, Indonesië. Ngawenombo telt 1561 inwoners (volkstelling 2010).